# Freitas (cantante)
Facundo Freitas Costa (Montevideo, 12 de diciembre de 2002), conocido artísticamente como Freitas es un cantante y compositor español de reguetón, trap y pop latino.

## Trayectoria
De origen latino y nacido en Uruguay, Freitas se mudó a España junto a su madre con tan solo un año, concretamente a la ciudad gallega de La Coruña, donde desarrolló su pasión por la música. A los 15 años decide investigar más sobre el tema y se matricula en un curso de técnico en producción musical y de sonido, donde comienza a grabar sus primeras canciones. A los 17 años publicó su primera canción profesional llamada "Fuego", y luego de 2 años en la industria anunció el lanzamiento de su primer disco musical llamado Fe.
Tras iniciar su carrera musical bajo el nombre artístico de "Facundo Freitas", el coruñés emprendió una nueva etapa bajo el nombre artístico de "Freitas".

### Primeras actuaciones y conciertos
Durante el año 2023, el artista dio sus primeras actuaciones frente al público, compartiendo escenario con artistas como Dasoul o Heredeiros da Crus y pasando por ciudades y municipios como San Andrés de la Barca, Guijuelo, Porriño o Salamanca, consiguiendo en esta última un ‘sold out’ vendiendo las 3.400 entradas disponibles para el espectáculo.

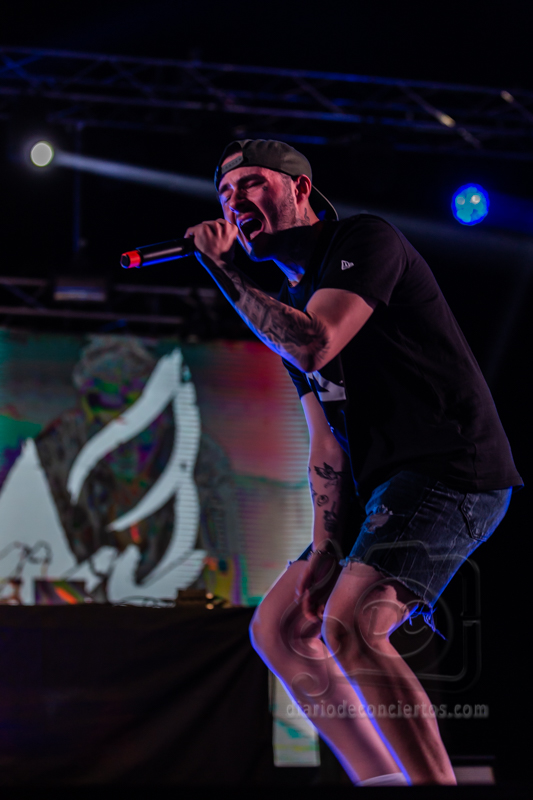
Freitas durante su concierto en Santa Marta de Tormes (Salamanca).

## Discografía
Álbumes de estudio
- 2022: Fe

## Premios y nominaciones
En marzo de 2022, fue nominado a los Premios MIN en las categorías de mejor artista emergente, canción del año, mejor letra original, mejor video musical y mejor producción musical.